# Eugenia Sacerdote de Lustig
Pour les articles homonymes, voir Lustig.
Eugenia Sacerdote de Lustig, née le 9 novembre 1910 à Turin en Italie et morte le 27 novembre 2011 à Buenos Aires, est une médecin argentine d'origine italienne. 
Interdite d'exercer en Italie à l'époque du fascisme et des mesures anti-juives, elle se réfugie en Argentine où elle poursuit ses recherches. Elle est la première à tester le vaccin contre la polio en Argentine. Elle est l'autrice d'environ 180 ouvrages et publications scientifiques, et considérée comme une pionnière de l'oncologie expérimentale.

## Biographie

### Jeunesse et formation
Eugenia Sacerdote de Lustig naît à Turin le 9 novembre 1910.
Elle décide en 1929 d'entreprendre des études de médecine, à une époque où les femmes ne choisissent pas cette carrière. Avec sa cousine germaine Rita Levi-Montalcini, elle est l'une des quatre seules étudiantes, avec 500 hommes,.

### Carrière scientifique
La carrière d'Eugenia Sacerdote de Lustig est difficile à la fois comme femme et comme juive. Elle parvient cependant à être sélectionnée comme professeur adjointe d'histologie à l'université de Turin par le professeur Giuseppe Levi. 
Avec la montée du fascisme, elle perd son emploi parce qu'elle est juive. Les employeurs de son mari Maurizio Lustig font le nécessaire pour permettre au couple d'émigrer en 1938-1939, avec leur fille, en Argentine. Dans ce pays, ses qualifications lui permettent de faire de la recherche mais ne l'autorisent pas à enseigner.
Elle étudie en bibliothèque pendant trois ans avant d'être admise à suivre les cours d'histologie à l'université de Buenos Aires. Elle cultive des cellules vivantes in vitro, des jeunes cellules d'embryons de poulet, qui se développent rapidement ; elle découvre des facteurs de cette rapidité de croissance de ces « cellules mères ». Cette technique facilite l'étude de différents types de virus et de tumeurs cancéreuses,, et permet aussi la préparation de tissus pour traiter de graves blessures.
Eugenia Sacerdote de Lustig collabore alors avec Bernardo Houssay, qui reçoit le prix Nobel en 1947. Mais celui-ci est exclu de l'université par le président Perón, et elle se retrouve sans emploi ; elle est embauchée par l'Institut d'oncologie Angelo Roffo, très spécialisée et réputée dans ce domaine. C'est là qu'elle continue ses recherches jusqu'à la fin de sa carrière.
Lorsque survient l'épidémie de poliomyélite, Eugenia Sacerdote de Lustig est envoyée par l'Organisation mondiale de la santé aux États-Unis pour prendre connaissance des travaux du professeur Jonas Salk. À son retour en Argentine, elle se vaccine en public et fait de même avec ses enfants pour convaincre la population des bienfaits du vaccin contre la polio.
Elle étudie à partir de 1989 le rôle des radicaux libres et stress oxydant chez les patients atteints de la maladie d'Alzheimer, de démence vasculaire et de la maladie de Parkinson, élargissant ainsi les connaissances de base sur les maladies neurologiques.
Eugenia Sacerdote de Lustig est chercheuse au Conseil national de la recherche scientifique et technique en Argentine (CONICET) et responsable de la virologie à l'Institut Malbrán. Pendant plus de quarante ans, elle étudie les cellules tumorales à l'Instituto de Oncología Ángel H. Roffo. Elle continue à travailler en laboratoire jusqu'à l'âge de 80 ans, ne cessant de le faire lorsque sa vue déclinante l'empêche de travailler avec précision au microscope.
Elle reçoit en 2010 le prix Rebeca Gerschman pour ses travaux de recherche.
Plus de 180 de ses publications scientifiques figurent au répertoire de l'Institut d'oncologie Ángel H. Roffo, de l'Institut Malbrán et du CONICET. Elle est considérée comme une pionnière de l'oncologie expérimentale et comme une femme d'exception.
Eugenia Sacerdote de Lustig meurt le 27 novembre 2011 à Buenos Aires, à 101 ans.